# Saint-Christophe-et-le-Laris
Saint-Christophe-et-le-Laris és un municipi francès situat al departament de la Droma i a la regió d'Alvèrnia-Roine-Alps. L'any 2007 tenia 395 habitants.

## Demografia

### Població
El 2007 la població de fet de Saint-Christophe-et-le-Laris era de 395 persones. Hi havia 144 famílies de les quals 33 eren unipersonals (21 homes vivint sols i 12 dones vivint soles), 37 parelles sense fills, 62 parelles amb fills i 12 famílies monoparentals amb fills.
La població ha evolucionat segons el següent gràfic:
Habitants censats

### Habitatges
El 2007 hi havia 191 habitatges, 150 eren l'habitatge principal de la família, 33 eren segones residències i 8 estaven desocupats. 172 eren cases i 14 eren apartaments. Dels 150 habitatges principals, 112 estaven ocupats pels seus propietaris, 25 estaven llogats i ocupats pels llogaters i 13 estaven cedits a títol gratuït; 1 tenia una cambra, 7 en tenien dues, 15 en tenien tres, 27 en tenien quatre i 101 en tenien cinc o més. 127 habitatges disposaven pel capbaix d'una plaça de pàrquing. A 63 habitatges hi havia un automòbil i a 74 n'hi havia dos o més.

### Piràmide de població
La piràmide de població per edats i sexe el 2009 era:
| Homes | Edats   | Dones |
| ----- | ------- | ----- |
| 0     | 95 o +  | 0     |
| 0     | 90 a 94 | 0     |
| 0     | 85 a 89 | 8     |
| 0     | 80 a 84 | 4     |
| 16    | 75 a 79 | 12    |
| 8     | 70 a 74 | 8     |
| 8     | 65 a 69 | 8     |
| 4     | 60 a 64 | 0     |
| 12    | 55 a 59 | 8     |
| 8     | 50 a 54 | 4     |
| 20    | 45 a 49 | 0     |
| 8     | 40 a 44 | 20    |
| 20    | 35 a 39 | 12    |
| 8     | 30 a 34 | 4     |
| 0     | 25 a 29 | 0     |
| 8     | 20 a 24 | 0     |
| 8     | 15 a 19 | 8     |
| 4     | 10 a 14 | 12    |
| 16    | 5 a 9   | 8     |
| 8     | 0 a 4   | 4     |

## Economia
El 2007 la població en edat de treballar era de 244 persones, 172 eren actives i 72 eren inactives. De les 172 persones actives 154 estaven ocupades (95 homes i 59 dones) i 17 estaven aturades (5 homes i 12 dones). De les 72 persones inactives 29 estaven jubilades, 13 estaven estudiant i 30 estaven classificades com a «altres inactius».

### Ingressos
El 2009 a Saint-Christophe-et-le-Laris hi havia 154 unitats fiscals que integraven 394,5 persones, la mediana anual d'ingressos fiscals per persona era de 13.881 €.

### Activitats econòmiques
Dels 21 establiments que hi havia el 2007, 2 eren d'empreses alimentàries, 1 d'una empresa de fabricació d'altres productes industrials, 5 d'empreses de construcció, 6 d'empreses de comerç i reparació d'automòbils, 2 d'empreses d'hostatgeria i restauració, 1 d'una empresa financera, 1 d'una empresa immobiliària, 2 d'empreses de serveis i 1 d'una empresa classificada com a «altres activitats de serveis».
Dels 3 establiments de servei als particulars que hi havia el 2009, 1 era un taller de reparació d'automòbils i de material agrícola, 1 fusteria i 1 restaurant.
L'únic establiment comercial que hi havia el 2009 era una fleca.
L'any 2000 a Saint-Christophe-et-le-Laris hi havia 26 explotacions agrícoles que ocupaven un total de 520 hectàrees.

## Equipaments sanitaris i escolars
El 2009 hi havia una escola elemental integrada dins d'un grup escolar amb les comunes properes formant una escola dispersa.

## Poblacions més properes
El següent diagrama mostra les poblacions més properes.